# Gare de Saint-Aulaire
La gare de Saint-Aulaire est une gare ferroviaire française des lignes de Nexon à Brive-la-Gaillarde et de Thiviers à Saint-Aulaire, située sur le territoire de la commune de Saint-Aulaire, lieu-dit les Quatre chemins, dans le département de la Corrèze en région Nouvelle-Aquitaine.
Elle est mise en service par la Compagnie du chemin de fer de Paris à Orléans (PO), sans doute en 1898.
C'est une halte voyageurs  de la Société nationale des chemins de fer français (SNCF) et du réseau TER Nouvelle-Aquitaine, desservie par des trains express régionaux.

## Situation ferroviaire
Établie à 117 mètres d'altitude, la gare de Saint-Aulaire est située au point kilométrique (PK) 486,541 de la ligne de Nexon à Brive-la-Gaillarde, entre les gares d'Objat et du Burg.
Ancienne gare de bifurcation, elle est l'aboutissement, au PK 518,5, de la ligne de Thiviers à Saint-Aulaire (fermée).

## Histoire

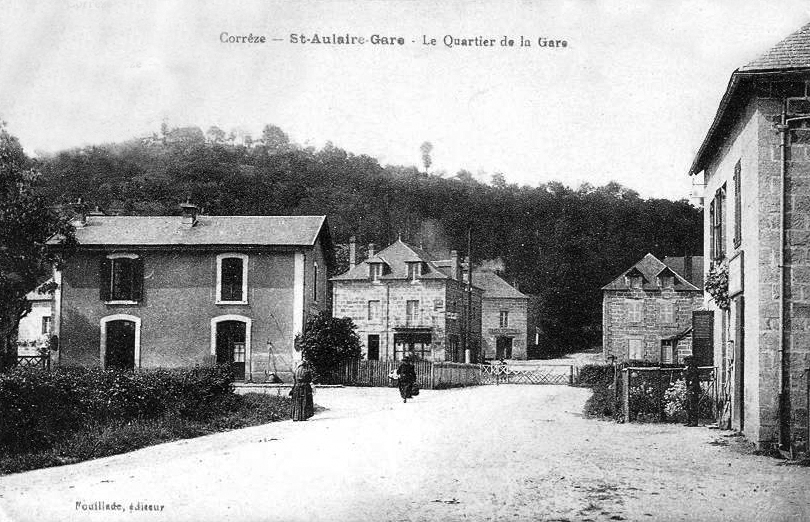
La gare vers 1900.

Le 23 août 1882, le conseil général émet un vœu pour l'établissement d'une station au point d'intersection de la ligne de Nexon à Brive avec le futur « embranchement d'Hautefort au Burg ».
La Compagnie du chemin de fer de Paris à Orléans (PO) ouvre à l'exploitation l'embranchement de Saint-Aulaire à Thiviers le 15 octobre 1898, et sans doute la gare située à la bifurcation au lieu-dit les quatre chemins.
La gare perd son rôle de gare de bifurcation avec la fermeture du trafic marchandises de la ligne de Thiviers à Saint-Aulaire en 1986.
Depuis 2018 et l’éboulement d’une partie de la voie entre Objat et Saint-Yrieix, les trains ne passent plus la gare d’Objat. Ils sont donc remplacés par des autocars sur ce tronçon. Les voyageurs souhaitent une réparation des voies pour un retour à la normale le plus rapidement possible.

## Service des  voyageurs

### Accueil
Halte SNCF, c'est un point d'arrêt non géré (PANG) à accès libre. Son unique quai avec un abri est accessible par le passage à niveau de l'avenue Robert Golfier.
En 2019, selon les estimations de la SNCF, la fréquentation annuelle de la gare était de 1 401 voyageurs.

### Desserte
Saint-Aulaire est une gare régionale SNCF du réseau TER Nouvelle-Aquitaine, desservie par des trains express régionaux de la relation Limoges-Bénédictins - Brive-la-Gaillarde.
Depuis le 28 février 2018, la ligne est coupée à la suite d'un glissement de terrain, il est uniquement possible de rejoindre la gare de Saint-Aulaire depuis Brive-la-Gaillarde ou Objat.

### Intermodalité
Le stationnement des véhicules est possible à proximité, deux parkings existent de chaque côté de la voie ferrée.

## Patrimoine ferroviaire
Sur le site de la gare, l'ancien bâtiment voyageurs ainsi que la petite lampisterie sont rachetés par la municipalité en 2012. Le maire Didier Barthomeuf a pour projet de les rénover pour une utilisation municipale.